# Action Sports Awards
Die Action Sports Awards sind eine Publikumswahl, bei der jährlich die deutschen „Sportler des Jahres“ in den Fun- und Trendsportarten ermittelt werden.
Die Trophäe wird seit 2008 am Ende eines jeden Jahres an Athleten aus dem Fun- und Trendsport verliehen, die im laufenden Jahr außergewöhnliche Leistungen vollbracht haben. In insgesamt zehn Kategorien – Snowboarden, Freeskiing, Mountainbiken, Surfen, Windsurfen, Skateboarden, Freestyle Motocross, BMX, Kitesurfen und Wakeboarden – wird schließlich der jeweilige „Sportler des Jahres“ ermittelt. 
In jeder Kategorie nominiert eine Jury, bestehend aus fünf Experten der jeweiligen Sportart, fünf Freestyler, die den Sieg bei den Action Sports Awards nach ihrer Meinung am ehesten verdient haben. Nach der Nominierung folgt das Internetvoting, bei dem jeder die Möglichkeit hat, auf der Homepage der Awards seine Stimme an einen der fünf Nominierten abzugeben. Derjenige mit den meisten Stimmen einer jeden Kategorie erlangt letztendlich den Titel der Action Sports Awards.

## Awards

### Snowboarder des Jahres
- 2008: David Benedek
- 2009: Elias Erhardt
- 2010: Elias Erhardt

### Freeskier des Jahres
- 2008: Benedikt Mayr
- 2009: Eva Patscheider
- 2010: Bene Mayr

### Mountainbiker des Jahres
- 2008: Timo Pritzel
- 2009: Amir Kabbani
- 2010: Amir Kabbani

### Surfer des Jahres
- 2008: Sonja Hönscheid
- 2009: Marlon Lipke
- 2010: Sebastian Steudtner

### Windsurfer des Jahres
- 2008: Klaas Voget
- 2009: Klaas Voget
- 2010: Phillip Köster

### Skateboarder des Jahres
- 2008: Jürgen Horrwarth
- 2009: Yannick Schall
- 2010: Thomas Weber

### FMXer des Jahres
- 2008: Fabian Bauersachs
- 2009: Sebastian Wolter
- 2010: Fabian Bauersachs

### BMXer des Jahres
- 2008: Waldemar Fatkin
- 2009: Sergej Geier
- 2010: Bruno Hoffmann

### Kitesurfer des Jahres
- 2008: Kristin Boese
- 2009: Florian Gruber
- 2010: Florian Gruber

### Wakeboarder des Jahres
- 2008: Frédéric von Osten
- 2009: Dominik Gührs
- 2010: Frédéric von Osten